# Hwang Ye-Sul
Hwang Ye-Sul –en hangul, 황예슬– (Gyeonggi, 2 de novembre de 1987) és una esportista sud-coreana que va competir en judo, guanyadora d'una medalla als Jocs Asiàtics de 2010, i quatre medalles al Campionat Asiàtic de Judo entre els anys 2009 i 2013.

## Palmarès internacional
| Jocs Asiàtics     | Jocs Asiàtics                   | Jocs Asiàtics | Jocs Asiàtics |
| Any               | Lloc                            | Medalla       | Categoria     |
| ----------------- | ------------------------------- | ------------- | ------------- |
| 2010              | Canton ( R.P. de la Xina)       | 1             | –70 kg        |
| Campionat Asiàtic |                                 |               |               |
| Any               | Lloc                            | Medalla       | Categoria     |
| 2009              | Taipei ( Xina Taipei)           | 3             | –70 kg        |
| 2011              | Abu Dabi ( Emirats Àrabs Units) | 1             | –70 kg        |
| 2012              | Taskent ( Uzbekistan)           | 1             | –70 kg        |
| 2013              | Bangkok ( Tailàndia)            | 1             | –70 kg        |